# Ben Street (Musiker)

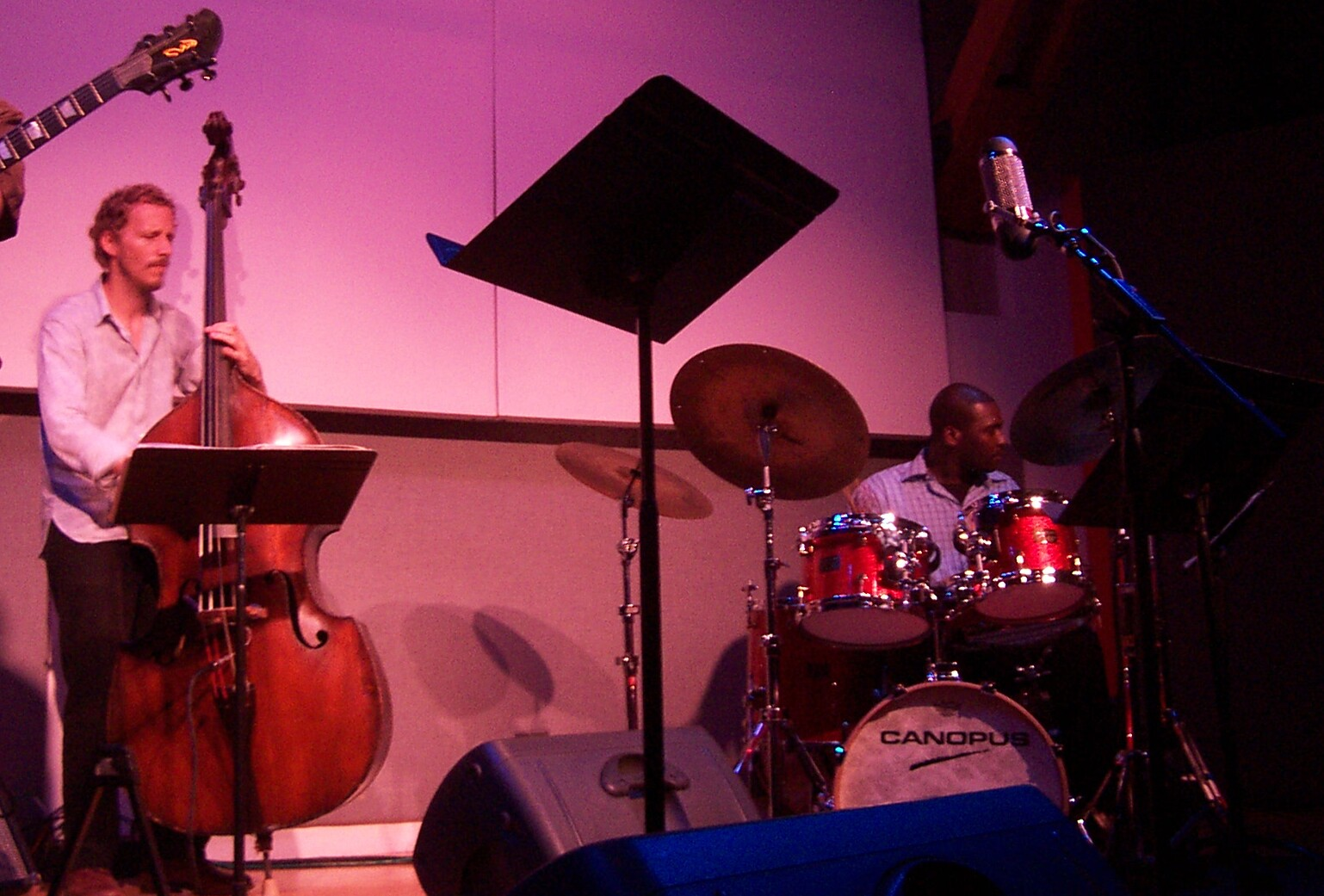
Ben Street (links) und Rodney Green

Ben Street (* um 1970 in Maine) ist ein US-amerikanischer Jazzmusiker (Kontrabass).

## Leben und Wirken
Ben Street ist Sohn des Saxophonisten und Saxophon-Mundstück-Herstellers Bill Street; er studierte am New England Conservatory of Music in Boston bei Miroslav Vitouš und Dave Holland. 1991 kam er nach New York. Hier nahm er mit Avantgarde Jazzern wie Tim Berne und Kenny Wollesen auf. Außerdem arbeitete er mit Lee Konitz sowie als Sideman mit dem Pianisten Danilo Pérez, Jakob Bro, Ben Monder, Sam Rivers, Kurt Rosenwinkel, Joey Calderazzo, Gene Bertoncini, Bobby Selvaggio, Eugene Maslov, Dominique Eade, Cyndi Lauper, Manuel Valera, Orange Then Blue, dem Frank Carlberg Quintet, der Gruppe Once Blue, Yelena Eckemoff (Leaving Everything Behind, 2015) und anderen.
Mit dem Maine Street Jazz Quartet (mit Bill Street, Daniel Strange und Jonathan May) trat er 2005 im Rahmen eines Kulturaustauschprogramms der University of Southern Maine in Griechenland auf und gab dort Jazzkurse. Im Sommer 2009 war er mit dem Kurt Rosenwinkel Quartet auf Europa-Tournee. Seit 2010 tourte er als Bestandteil des John Scofield Trios (gemeinsam mit Bill Stewart) in den USA. Er gehört seit mehreren Jahren zum Quartett von Billy Hart, mit dem er mehrere Alben für ECM einspielte. Mit Hart begleitete er auch Aaron Parks auf seiner CD Find the Way. Auch bildete er ein Trio mit Mark Turner und Diego Piñera (My Picture) bzw. 2019 mit Anthony Pinciotti. Im Bereich des Jazz war er zwischen 1992 und 2017 an 105 Aufnahmesessions beteiligt. 2019 gehörte er dem Quartett von Rachel Z. Hakim mit Jeremy Pelt und Clarence Penn an. Beim Down Beat Critics Poll 2020 wurde er Sieger in der Kategorie „bester Kontrabassist (Rising Star)“.

## Diskographische Hinweise
- Masabumi Kikuchi / Thomas Morgan / Ben Street / Kresten Osgood: Kikuchi/Street/Morgan/Osgood (ILK, 2015)